# Три веселі зміни
«Три веселі зміни» (рос. «Три весёлые смены») — білоруський радянський художній фільм 1977 року режисерів Дмитра Міхлеєва, Валерія Позднякова та Юрія Оксанченка за творами Юрія Яковлєва.

## Сюжет
Декілька історій з життя піонерського табору.

## У ролях
- Юрій Медведєв
- Олена Папанова
- Віктор Мамаєв
- Сергій Іванов
- Ольга Лисенко
- Геннадій Овсянников
- Анжела Білянська
- Жора Бєлов — Селюжонок
- Діма Богачов — Самсевич
- Наташа Моісеєнко — Свєтка
- Дмитро Сахно — Дудка
- Андрій Бардіян — Юрка
- Саша Риков — «Радист»
- Ігор Русецький
- Валера Канищев
- Олег Царьков
- Юрій Демич
- Олександра Зіміна

## Творча група
- Сценарій: Юрій Яковлєв
- Режисер: Дмитро Міхлеєв, Валерій Поздняков, Юрій Оксанченко
- Оператор: Олександр Бетев, Лев Слобін, Анатолій Зубрицький
- Композитор: Євген Глєбов